# Pétervári-Molnár Bendegúz
Pétervári-Molnár Bendegúz Pál (Budapest, 1993. március 14. –) magyar evezős.

## Sportpályafutása
2006-ban kezdett evezni. 2011-ben ifjúsági Európa-bajnoki bronzérmet nyert négypárevezésben (Matheisz József, Mészáros Csongor, Papp Gergely). Ez az egység ugyanebben az évben hatodik volt az ifjúsági világbajnokságon. 2012-ben a Széll Domonkos, Elekes Szilveszter, Papp, Pétervári alkotta négypárevezős nem tudta kiharcolni az olimpiai indulás lehetőségét. Az Európa-bajnokságon az Elekes, Papp, Matheisz, Pétervári egység négypárban 13. volt.
A 2013-as universiadén a Papp, Pétervári kétpárevezős hatodik helyezést ért el. Az U23-as világbajnokságon Pappal kétpárban negyedik helyezést ért el. 2014-ben ergométeres U23-as Európa-bajnok lett. A 2014-es vb-n a Papp, Pétervári kétpár 21 helyen végzett. Az egyetemi evezős-világbajnokságon első helyezést ért el egypárban. A tengeri evezős világbajnokságon négypárban ezüstérmes lett. A 2015-ös Európa-bajnokságon a Papp, Pétervári kétpár a 12. helyen végzett. Ez az egység a világbajnokságon 21. lett. 2016 májusában a luzerni pótkvalifikációs versenyen egypárban kivívta az olimpiai indulás jogát. Az olimpián 14. helyen végzett.
A 2017-es tengeri evezős vb-n kétpárevezősben Juhász Adriánnal aranyérmet nyert. A 2018-as világbajnokságon B-döntős volt. 2019-ben 21. volt az Európa-bajnokságon. 2021 áprilisában az európai olimpiai kvalifikációs versenyen olimpiai indulási jogot szerzett. A tokiói ötkarikás játékokon a 10. helyen végzett. A 2024-es párizsi olimpián a 16. helyen végzett.
2024 novemberében a MOB sportolói bizottságának elnökévé választották.

## Díjai, elismerései
- Az év magyar evezőse (2014, 2021,[23] 2022,[24] 2024[25])